# ㄹ
ㄹ(리을)은 한글의 자음 중 넷째 글자이다.
현대 한국어에서는 어두초성에서는 치경 설측 접근음[l]으로 소리난다. 모음과 모음 사이에선 치경 탄음[ɾ]으로 소리나며 음절 마지막에는 권설 설측 접근음[ɭ]으로 소리난다. ㅣ나 ㅑ, ㅒ, ㅕ, ㅖ, ㅛ, ㅠ 앞에서는 설측 치경구개 접근음[ȴ]으로 구개음화한다. 한국어 고유어 낱말과 대한민국 표준어 한자어에서는 단어 맨 앞에 ㄹ이 오지 않는다.
일제강점기 이전 한국어에서 두음 법칙이 나타남으로써 낱말 어두의 ㄹ이 ㄴ, ㅇ으로 대부분 바뀌었으나, 이후 조선민주주의인민공화국에서는 인위적으로 이를 없앤 반면 대한민국은 맞춤법에 반영하였다.
훈민정음에 따르면 ㄹ이 나타내는 소리는 반혓소리이며, 그 제자 원리는 혀 모습을 본뜬 것이나 그 모양을 달리 해서 획을 더한 뜻은 없다고 했다.

## ㄹ 불규칙 활용
어간이 ㄹ로 끝나는 동사는 모두 ㄹ 불규칙 활용을 한다(ㄹ 탈락).
- 갈다 → 갈아, 가니, 가오
- 거칠다 → 거칠어, 거치니, 거치오
- 날다 → 날아, 나니, 나오
- 놀다 → 놀아, 노니, 노오
- 살다 → 살아, 사니, 사오
- 어질다 → 어질어, 어지니, 어지오
- 줄다 → 줄어, 주니, 주오

조사 ‘-으로’는 받침 있는 체언에 붙이는 격 조사이나, ㄹ 받침으로 끝나는 체언에는 '으'를 생략하고 ‘-로’가 붙는다('으' 탈락).
- 돌+(으)로 → 돌로
- 말+(으)로 → 말로
- 발+(으)로 → 발로

## 가벼운리을
가벼운리을(ᄛ, ퟝ)은 ㄹ 아래에 ㅇ을 쌓은 한글 낱자로, 훈민정음 합자해에서 ㄹ의 두 가지 소리를 구분하기 위해 설명된 글자이다. 실제 사용된 예는 없으며, 순경음의 표기처럼 혀가 윗잇몸에 잠깐 닿아 나는 가벼운 반혓소리(반설경음)를 나타내는 데 ㄹ 아래에 ㅇ을 덧댈 수 있다고 간접적으로 언급하고 있다.
 半舌有軽重二音。然韻書字母唯一，且國語雖不分軽重，皆得成音。若欲備用，則依脣軽例，ㅇ連書ㄹ下，為半舌軽音，舌乍附上腭。

 — 훈민정음 중 합자해
반설음에는 가볍고 무거운 두 소리가 있다. 운서 자모에는 오직 하나이고, 또 우리말에서는 비록 경중을 구분하지 않으나 다 말소리를 이룰 수 있다. 만일 갖춰 쓰고자 한다면, 순경음의 예를 따라, ㅇ을 ㄹ 아래에 이어 쓰면 혀가 윗잇몸에 잠깐 닿는 반설경음이 된다.

## 코드값
| 미리 보기      | ᄅ                    | ᄅ                    | ᆯ                       | ᆯ                       | ㄹ                  | ㄹ                  | ﾩ                             | ﾩ                             | ᄛ                            | ᄛ                            | ퟝ                               | ퟝ                               |
| -------------- | --------------------- | --------------------- | ---------------------- | ---------------------- | ------------------- | ------------------- | ----------------------------- | ----------------------------- | ----------------------------- | ----------------------------- | ------------------------------ | ------------------------------ |
| 유니코드 이름  | HANGUL CHOSEONG RIEUL | HANGUL CHOSEONG RIEUL | HANGUL JONGSEONG RIEUL | HANGUL JONGSEONG RIEUL | HANGUL LETTER RIEUL | HANGUL LETTER RIEUL | HALFWIDTH HANGUL LETTER RIEUL | HALFWIDTH HANGUL LETTER RIEUL | HANGUL CHOSEONG KAPYEOUNRIEUL | HANGUL CHOSEONG KAPYEOUNRIEUL | HANGUL JONGSEONG KAPYEOUNRIEUL | HANGUL JONGSEONG KAPYEOUNRIEUL |
| 인코딩         | 10진                  | 16진                  | 10진                   | 16진                   | 10진                | 16진                | 10진                          | 16진                          | 10진                          | 16진                          | 10진                           | 16진                           |
| 유니코드       | 4357                  | U+1105                | 4527                   | U+11AF                 | 12601               | U+3139              | 65449                         | U+FFA9                        | 4379                          | U+111B                        | 55261                          | U+D7DD                         |
| UTF-8          | 225 132 133           | E1 84 85              | 225 134 175            | E1 86 AF               | 227 132 185         | E3 84 B9            | 239 190 169                   | EF BE A9                      | 225 132 155                   | E1 84 9B                      | 237 159 157                    | ED 9F 9D                       |
| 수치 문자 참조 | &#4357;               | &#x1105;              | &#4527;                | &#x11AF;               | &#12601;            | &#x3139;            | &#65449;                      | &#xFFA9;                      | &#4379;                       | &#x111B;                      | &#55261;                       | &#xD7DD;                       |
| 한양 PUA       | 63384                 | F798                  | 63627                  | F88B                   |                     |                     |                               |                               | 63399                         | F7A7                          | 63657                          | F8A9                           |

## 같이 보기
- ᆰ
- ㄻ
- ㄼ
- 한글